# 南沢奈央のビビッとコイ!
『南沢奈央のビビッとコイ!』（みなみさわなおのビビッとコイ）は、2008年3月31日から2010年4月3日までニッポン放送で放送されていたバラエティ番組である。放送時間は毎週土曜 21:30 - 22:00 （日本標準時）。パーソナリティは南沢奈央。

## 放送時間
いずれも日本標準時。
- 月曜 21:20 - 21:50 （2008年3月31日 - 2008年9月8日）
- 日曜 23:30 - 翌0:00 （2008年10月5日 - 2009年3月29日）
- 水曜 21:30 - 21:50 （2009年4月8日 - 2009年9月30日）
- 土曜 21:30 - 22:00 （2009年10月10日 - 2010年4月3日）

## ゲスト
- 桐谷美玲（2008年10月26日・11月2日）
- 溝端淳平（2008年12月7日・12月14日、2009年2月15日・2月22日）
- 木村了（2008年12月21日）
- 柴田淳（2010年2月6日・2月13日）